# Alfabeto turcomano uniforme
O Alfabeto turcomano uniforme foi um alfabeto com base na escrita latina que foi usado por cerca de 70 línguas de povos não eslavos na União Soviética dos anos 20 (final), 30, 40 (início). O alfabeto usou ligaduras tipográficas da escrita Jaŋalif que foi também parte desse alfabeto uniforme. Usava ligaduras latinas, exceto o "w." Algumas ligaduras adicionais foram introduzidas nesse alfabeto.
| Alfabeto turcomano uniforme - Conselho Turco | Alfabeto turcomano uniforme - Conselho Turco | Alfabeto turcomano uniforme - Conselho Turco | Alfabeto turcomano uniforme - Conselho Turco | Alfabeto turcomano uniforme - Conselho Turco | Alfabeto turcomano uniforme - Conselho Turco | Alfabeto turcomano uniforme - Conselho Turco | Alfabeto turcomano uniforme - Conselho Turco | Alfabeto turcomano uniforme - Conselho Turco | Alfabeto turcomano uniforme - Conselho Turco | Alfabeto turcomano uniforme - Conselho Turco | Alfabeto turcomano uniforme - Conselho Turco | Alfabeto turcomano uniforme - Conselho Turco | Alfabeto turcomano uniforme - Conselho Turco | Alfabeto turcomano uniforme - Conselho Turco | Alfabeto turcomano uniforme - Conselho Turco | Alfabeto turcomano uniforme - Conselho Turco | Alfabeto turcomano uniforme - Conselho Turco | Alfabeto turcomano uniforme - Conselho Turco | Alfabeto turcomano uniforme - Conselho Turco | Alfabeto turcomano uniforme - Conselho Turco | Alfabeto turcomano uniforme - Conselho Turco | Alfabeto turcomano uniforme - Conselho Turco | Alfabeto turcomano uniforme - Conselho Turco | Alfabeto turcomano uniforme - Conselho Turco | Alfabeto turcomano uniforme - Conselho Turco | Alfabeto turcomano uniforme - Conselho Turco | Alfabeto turcomano uniforme - Conselho Turco | Alfabeto turcomano uniforme - Conselho Turco | Alfabeto turcomano uniforme - Conselho Turco | Alfabeto turcomano uniforme - Conselho Turco | Alfabeto turcomano uniforme - Conselho Turco | Alfabeto turcomano uniforme - Conselho Turco | Alfabeto turcomano uniforme - Conselho Turco |
| -------------------------------------------- | -------------------------------------------- | -------------------------------------------- | -------------------------------------------- | -------------------------------------------- | -------------------------------------------- | -------------------------------------------- | -------------------------------------------- | -------------------------------------------- | -------------------------------------------- | -------------------------------------------- | -------------------------------------------- | -------------------------------------------- | -------------------------------------------- | -------------------------------------------- | -------------------------------------------- | -------------------------------------------- | -------------------------------------------- | -------------------------------------------- | -------------------------------------------- | -------------------------------------------- | -------------------------------------------- | -------------------------------------------- | -------------------------------------------- | -------------------------------------------- | -------------------------------------------- | -------------------------------------------- | -------------------------------------------- | -------------------------------------------- | -------------------------------------------- | -------------------------------------------- | -------------------------------------------- | -------------------------------------------- | -------------------------------------------- |
| A                                            | Ä                                            | B                                            | C                                            | Ç                                            | D                                            | E                                            | F                                            | G                                            | Ğ                                            | H                                            | I                                            | İ                                            | J                                            | K                                            | L                                            | M                                            | N                                            | Ň                                            | O                                            | Ö                                            | P                                            | Q                                            | R                                            | S                                            | Ş                                            | T                                            | U                                            | Ü                                            | V                                            | W                                            | X                                            | Y                                            | Z                                            |
| a                                            | ä                                            | b                                            | c                                            | ç                                            | d                                            | e                                            | f                                            | g                                            | ğ                                            | h                                            | ı                                            | i                                            | j                                            | k                                            | l                                            | m                                            | n                                            | ň                                            | o                                            | ö                                            | p                                            | q                                            | r                                            | s                                            | ş                                            | t                                            | u                                            | ü                                            | v                                            | w                                            | x                                            | y                                            | z                                            |

## Referências

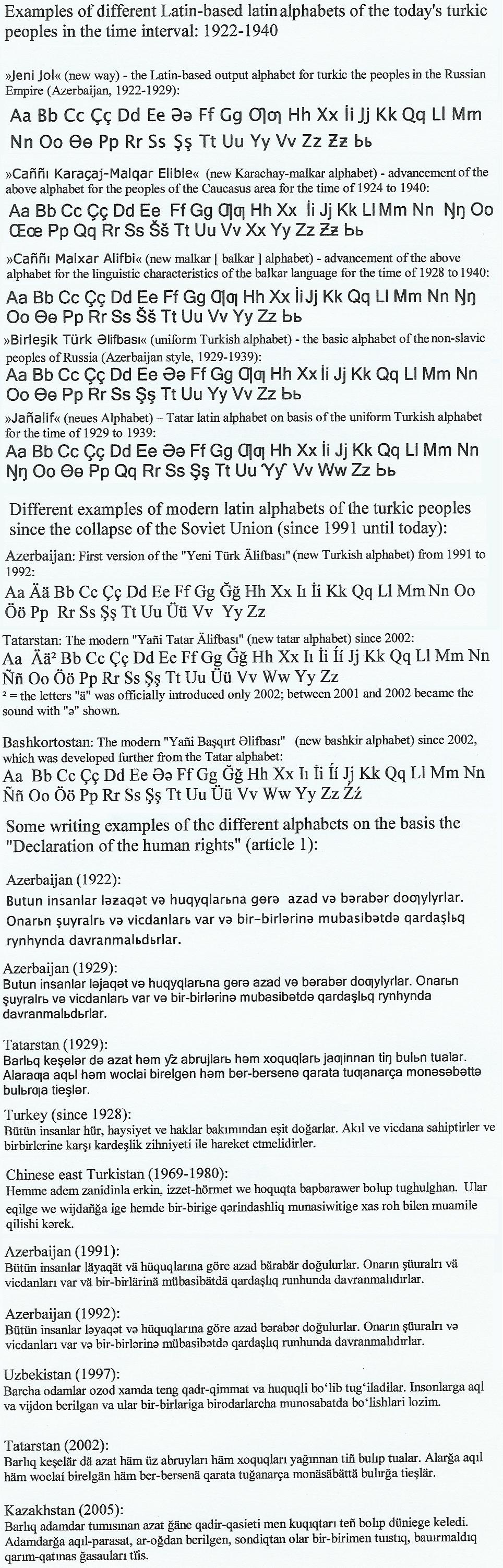
Em inglês - Exemplos de alfabetos latinos turcomanos de 1922 a 1940